# Flavio Briatore
Flavio Briatore (Verzuolo, Olaszország, 1950. április 12.) olasz üzletember. A Renault F1-es csapatának korábbi vezetője és a londoni Queens Park Rangers FC társtulajdonosa.

## Az üzleti élet előtt
Verzuolóban, az olaszországi Cuneo közelében született. Szülei általános iskolai tanárok voltak. Diplomáját földmérési szakon a Fassino di Busca egyetemen szerezte. Briatore korán munkát talált, síoktatóként és étteremvezetőként dolgozott. Nyitott egy éttermet, aminek Tribüla volt a neve, utalva Briatore becenevére. Az étterem végül bezárt. Aztán utazó biztosítási ügynök lett. Az 1970-es években, átkerült Cuneóba és  Attilio Dutto üzletember asszisztense lett, aki a Paramatti Vernici (korábban Michele Sindona) tulajdonosa volt. Dutto-t megölték 1979. március 21-én egy autós merénylet során. Az elkövető ismeretlen volt. Ettől kezdve Briatore a heterodox üzleti karrierjét egyengette.
Briatore elköltözött Milánóba és az olasz tőzsdén dolgozott. Ebben az időszakban találkozott Luciano Benettonnal, a Benetton ruházati cég alapítójával. Barátok lettek, és végül üzleti partnerek. Amikor kinyitotta a Benetton első öt boltját az Egyesült Államokban 1979-ben, kinevezte Briatorét igazgatónak a csoport amerikai műveletei felett. 1989-ben nyolcszáz boltja volt az Egyesült Államokban. Briatore figyelembe vette a csökkentést minden egyes franchise-megállapodásnál és nagyon gazdag lett.

## Formula–1

### Benetton Formula
1988-ban részt vett az első Formula–1-es futamán, az ausztrál nagydíjon, annak ellenére, hogy korábban azt nyilatkozta hogy nem érdekli a sport. Luciano Benetton kinevezte a Benetton kereskedelmi igazgatójának (korábban Toleman Motorsport).  Michael Schumacher a Jordan csapatban megtett első F1-es futama után Briatore is hozzájárult a német versenyeztetéséhez. Végül megverte a  Williams-es Damon Hillt, azt követően, hogy a világbajnokság alatt Ayrton Senna meghalt a San Marino Grand Prix-n. Így ezekben az években nagy sikereket ért el.
Később 1994-ben, Briatore megvásárolta a gyengélkedő Ligier csapatot és megszerezte a készleten lévő Renault motorokat. FIA rendeletek azonban nem tették lehetővé, hogy maga a csapat adja el, így ő adta el a Walkinshaw-nak. Ellenőrizte a teljes csapatot, ám amikor Schumacher és számos kulcsfontosságú technikai személy távozott a Ferrarihoz 1996-ban, a csapat lecsúszott a középmezőnybe. Briatore részesedést vett a Minardi csapatban 1996-ban. 

### Renault F1
2005-ben és 2006-ban bajnoki címet nyert Fernando Alonsóval a Renault F1-es istálló csapatfőnökeként.

## Magánélete
Gyakran szerepelt a címlapokon Naomi Campbellel, de barátnői között volt Adriana Volpe és Heidi Klum is, aki 2004-ben gyermeket is szült Briatorénak. Helene, Briatore egyetlen gyermeke, de nem vesz részt a gyermek nevelésében. Felesége Elisabetta Gregoraci, szintén modell, akivel 2008. június 14-én házasodtak össze.